# Grambin
Grambin is een gemeente in de Duitse deelstaat Mecklenburg-Voor-Pommeren, en maakt deel uit van de Landkreis Vorpommern-Greifswald.
Grambin telt 424 inwoners.
Het vroegere vissersdorp is nu vooral een vakantieplaats. Het ligt op de zuidoever van de Oderhaf en aan de rand van de Ueckermünder Heide.
Bij Grambin mondt de Zarow uit in de haf.

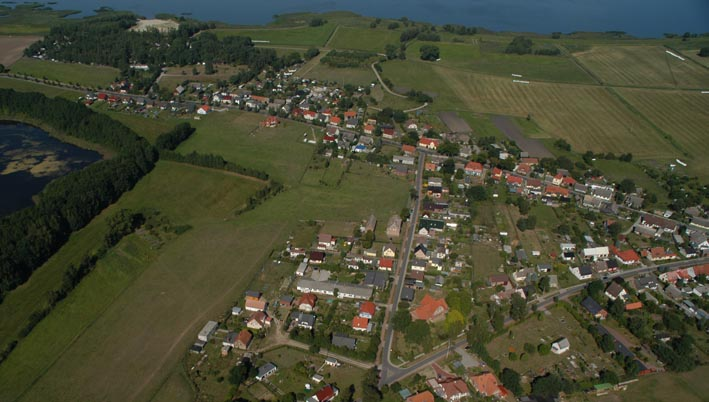
Luchtfoto van Grambin, richting NO